# Ramzes VI.
Ramzes VI. bio je peti faraon 20. egipatske dinastije. Vladao je od 1142. – 1134. pr. Kr., u razdoblju poznatom kao Novo Kraljevstvo. Njegovu vladavinu obilježio je daljnji raspad nekada moćnog carstva. Naslijedio je svoga brata Ramzesa V. kojega je možda zbacio s prijestolja, te priskrbio njegovu grobnicu koju je proširio i uredio. Danas ta grobnica zbog svojih živih boja i zanimjivosti privlači brojne turiste. Ubrzo nakon njegovog pokopa, pljačkaši su provalili u grobnicu koja je danas poznata kao KV9 te je opljačkali. 
Njegova je prilično unakažena mumija pronađena u grobnici Amenofisa II.